# Ducado de Loulé
El ducado de Loulé, es un título nobiliario portugués con Grandeza, concedido por el rey Luis I de Portugal el 3 de octubre de 1862 en favor de Nuno José Severo de Mendoça Rolim de Moura Barreto.

## Titulares
|                                                        | Titular                                                               | Periodo                                                |
| Duques de Loulé Creación por el Rey Luis I de Portugal | Duques de Loulé Creación por el Rey Luis I de Portugal                | Duques de Loulé Creación por el Rey Luis I de Portugal |
| ------------------------------------------------------ | --------------------------------------------------------------------- | ------------------------------------------------------ |
| i                                                      | Nuno José Severo de Mendoça Rolim de Moura Barreto                    | 1862–1875                                              |
| ii                                                     | Pedro José Agostinho de Mendoça Rolim de Moura Barreto                | 1875–1909                                              |
| iii                                                    | María Domingas José de Mendoça Rolim de Moura Barreto                 | 1909–1928                                              |
| iv                                                     | Constança Maria da Conceição Berquó de Mendoça Rolim de Moura Barreto | 1928–1967                                              |
| v                                                      | Alberto Nuno Carlos Rita Folque de Mendoça Rolim de Moura Barreto     | 1967–2003                                              |
| vi                                                     | Pedro José Folque de Mendoça Rolim de Moura Barreto                   | Desposeido                                             |

## Tras la proclamación de la República
Tras la muerte del último rey de Portugal, Manuel II, en 1932, la jefatura de la Casa Real Portuguesa quedó en la línea de los Duques de Bragança, pacificamente y sin oposición, solicitando a los mismos los duques de Loulé la sucesión en la dignidad, que fue concedida. Sin embargo, entrado el siglo XXI, inició su último titular la presunta reclamación de sus derechos, lo que le ha costado el título, junto con los de marqués de Loulé y conde de Vale Reis, que ya no están reconocidos por el Jefe de la Familia Real de Portugal, estando por tanto revertido a la Corona. Además, el asunto, le ha costado diversas acciones judiciales en Portugal y también en España.